# جان هنسی
جان لروی هِنِسی (به انگلیسی: John LeRoy Hennessy) (زادهٔ ۱۹۵۳) یک چهرهٔ علمی و آکادمیک در زمینهٔ علوم رایانه در ایالات متحدهٔ آمریکا است. وی مؤسس شرکت میپس و دهمین رئیس دانشگاه استنفورد (۲۰۱۶-۲۰۰۰) می‌باشد.
او در سال ۲۰۱۷، به همراه دیوید پترسون، جایزه تورینگ را برای کار مشترکشان در توسعه‌دادن معماری کامپیوتر کم‌دستور (RISC) دریافت کرد.

## زندگی و تحصیلات
وی مدرک دکترای خود را در علوم کامپیوتر از دانشگاه استونی بروک گرفت و در سال ۱۹۷۷ میلادی به جمع استادان دانشگاه استنفورد پیوست.
او در سال ۲۰۰۴، در ازای ۶۵٬۰۰۰ سهم از گوگل، به عضویت هیئت مدیرهٔ این شرکت درآمد. وی همچنین عضو هیئت مدیرهٔ سیسکو، آتروس و دانیل پرلس است.

## تألیفات مهم
- Hennessy, John L. Patterson, David A. : معماری کامپیوتر: یک دیدگاه کمی. Morgan Kaufmann. ISBN 0-12-370490-1.
- Patterson, David A. Hennessy, John L. : طراحی و سازماندهی کامپیوتر: واسط سخت‌افزار/نرم‌افزار. Morgan Kaufmann. ISBN 0-12-370606-8.
- Gharachorloo, Kourosh; D. Lenoski, J. Laudon; P. Gibbons; A. Gupta; J. Hennessy (1990). "Memory consistency and event ordering in scalable shared-memory multiprocessors". Proceedings of the 17th annual international symposium on Computer Architecture: 15-26, International Symposium on Computer Architecture
- Lenoski, Daniel; J. Laundon, K. Gharachorloo; A. Gupta; J. Hennessy (1990). "The directory-based cache coherence protocol for the DASH multiprocessor". Proceedings of the 17th annual international symposium on Computer Architecture: 148-159, International Symposium on Computer Architecture